# Коулсвілл (Меріленд)
Коулсвілл (англ. Colesville) — переписна місцевість (CDP) в США, в окрузі Монтгомері штату Меріленд. Населення — 15 421 особа (2020).

## Географія
Коулсвілл розташований за координатами 39°4′22″ пн. ш. 77°0′2″ зх. д. / 39.07278° пн. ш. 77.00056° зх. д. (39.072840, -77.000580).  За даними Бюро перепису населення США в 2010 році переписна місцевість мала площу 13,06 км², з яких 13,03 км² — суходіл та 0,03 км² — водойми.

## Демографія
Згідно з переписом 2010 року, у переписній місцевості мешкало 14 647 осіб у 4881 домогосподарстві у складі 3833 родин. Густота населення становила 1121 особа/км².  Було 5023 помешкання (385/км²).
Расовий склад населення:
| - 44,8 % — білих - 28,3 % — чорних або афроамериканців - 16,1 % — азіатів - 0,3 % — корінних американців - 6,6 % — осіб інших рас |

До двох чи більше рас належало 3,9 %. Частка іспаномовних становила 14,9 % від усіх жителів.
За віковим діапазоном населення розподілялося таким чином: 21,4 % — особи молодші 18 років, 60,2 % — особи у віці 18—64 років, 18,4 % — особи у віці 65 років та старші. Медіана віку мешканця становила 45,4 року. На 100 осіб жіночої статі у переписній місцевості припадало 92,5 чоловіків;  на 100 жінок у віці від 18 років та старших — 88,8 чоловіків також старших 18 років.
Середній дохід на одне домашнє господарство  становив 125 294 долари США (медіана — 106 125), а середній дохід на одну сім'ю — 137 355 доларів (медіана — 125 577). Медіана доходів становила 88 404 долари для чоловіків та 58 281 долар для жінок. За межею бідності перебувало 3,4 % осіб, у тому числі 3,3 % дітей у віці до 18 років та 5,4 % осіб у віці 65 років та старших.
Цивільне працевлаштоване населення становило 7141 осіб. Основні галузі зайнятості: освіта, охорона здоров'я та соціальна допомога — 21,8 %, науковці, спеціалісти, менеджери — 17,9 %, роздрібна торгівля — 9,4 %, мистецтво, розваги та відпочинок — 9,3 %.